# Miconia sordida
Miconia sordida är en tvåhjärtbladig växtart som beskrevs av José Jéronimo Triana. Miconia sordida ingår i släktet Miconia och familjen Melastomataceae.
Artens utbredningsområde är Colombia. Inga underarter finns listade i Catalogue of Life.